# Electrogena pakistanica
Electrogena pakistanica is een haft uit de familie Heptageniidae. De wetenschappelijke naam van de soort is voor het eerst geldig gepubliceerd in 1984 door Braasch.
De soort komt voor in het Oriëntaals gebied.